# کاوازو سوکه‌یاسو
کاوازو سوکه‌یاسو (انگلیسی: Kawazu Sukeyasu; ۱ ژانویهٔ ۱۱۴۶ – اکتبر ۱۱۷۶) سامورایی و گوزوکو در دوره هی‌آن اهل ژاپن بود. او پسر ارشد ایتو سوکه‌چیکا بود. برادران سوگا، سوگا سوکه‌ناری و سوگا توکیمونه پسران او بودند.